# Federalismo
O federalismo é uma forma de governo que combina um nível geral de governo (um governo central ou federal) com nível ou níveis regionais (por exemplo, províncias, estados, cantões, territórios etc.), ao mesmo tempo em que divide os poderes de governança entre os dois níveis de governo. O federalismo implica a autonomia política dos entes federados e a repartição de competências entre os níveis de governo, o que produz arranjos institucionais variados conforme os países e suas trajetórias históricas. Dois exemplos ilustrativos de países federativos — um dos mais antigos do mundo, e um organizado recentemente — são a Austrália e os Estados Federados da Micronésia (Micronésia).
O sistema federal é frequentemente considerado uma resposta democrática e relativamente estável para a constituição e manutenção de Estados nacionais marcados por heterogeneidades de base territorial, como desigualdades regionais, diversidade cultural e pluralismo político. A origem do modelo federativo está na combinação entre autogoverno (self-rule) e governo compartilhado (shared rule), expressando a ideia de soberania compartilhada entre diferentes níveis de governo. Essa soberania se estabelece por meio de um pacto federativo constitucional, que garante os direitos tanto do governo nacional quanto dos entes subnacionais, ao mesmo tempo em que institui salvaguardas federativas e mecanismos de controle recíproco entre os diferentes níveis de governo.
Johannes Althusius (1563–1638) é considerado o pai do federalismo moderno, junto com Montesquieu. Em 1603, Althusius descreveu pela primeira vez as bases dessa filosofia política em sua obra Politica Methodice Digesta, Atque Exemplis Sacris et Profanis Illustrata. Em 1748, em seu tratado O Espírito das Leis, Montesquieu (1689–1755) observou diversos exemplos de governos federalistas: em sociedades corporativas, na pólis reunindo vilarejos, e em cidades que se formam em confederações. Na era moderna, o federalismo foi adotado pela primeira vez por uma união dos estados da Velha Confederação Suíça, a partir de meados do século XIV.
O federalismo difere do confederalismo, em que o governo central é criado como subordinado aos estados regionais — e é notável pela separação regional dos poderes de governança (por exemplo, os Artigos da Confederação como nível geral de governo das Treze Colônias originais; e, mais tarde nos Estados Unidos, os Estados Confederados da América). O federalismo também difere do estado unitário, onde o nível regional é subordinado ao governo central/federal, mesmo após uma devolução de poderes — e é notável pela integração regional dos poderes de governança (por exemplo, o Reino Unido).
O federalismo se encontra no meio do caminho das variações na trajetória (ou espectro) entre a integração regional e a separação regional. Está delimitado, no lado do aumento da separação, pelo confederalismo, e no lado do aumento da integração, pela devolução de poderes dentro de um estado unitário.
Alguns caracterizam a União Europeia como um exemplo pioneiro de federalismo em um contexto multiestatal — com o conceito denominado uma “união federal de estados”, situada na trajetória (ou espectro) entre integração e separação regionais.
Exemplos atuais de federalismo, ou seja, da federação de um governo central/federal com governos subnacionais, incluem: Argentina, Austrália, Áustria, Bélgica, Bósnia e Herzegovina, Brasil, Canadá, Etiópia, Alemanha, Índia, Iraque, Malásia, México, Micronésia, Nepal, Nigéria, Paquistão, Rússia, Somália, Sudão do Sul, Sudão, Suíça, Emirados Árabes Unidos, Estados Unidos e Venezuela.

## Visão Geral / Etimologia
Os termos "federalismo" e "confederalismo" compartilham uma raiz na palavra latina foedus, que significa "tratado, pacto ou aliança". Até o final do século XVIII, seus dois significados primitivos eram essencialmente os mesmos: uma simples liga entre estados soberanos, baseada em um tratado; (assim, inicialmente os dois termos eram sinônimos). Foi nesse sentido que James Madison se referiu à nova Constituição dos Estados Unidos como "nem uma constituição nacional nem federal, mas uma composição de ambas" — ou seja, constituindo nem um único grande estado unitário, nem uma liga/confederação entre vários pequenos estados, mas um híbrido das duas formas — segundo Madison, em The Federalist nº 39.
Notavelmente, ao longo do século XIX nos Estados Unidos, o significado de federalismo mudou, passando a se referir unicamente à nova forma político-composta estabelecida na Convenção da Filadélfia — enquanto o significado de confederalismo permaneceu como o de uma liga de estados.

## História
Em um sentido estrito, federalismo refere-se à forma como o corpo político de um Estado é organizado internamente — e esse é o significado mais comumente utilizado nos tempos modernos. Cientistas políticos, no entanto, utilizam o termo federalismo em um sentido muito mais amplo, referindo-se a um “conceito multilayer ou pluralista da vida social e política".
As primeiras formas de federalismo ocorreram na Antiguidade, na forma de alianças entre tribos ou cidades-estado. Segundo o historiador do movimento federalista mundial Joseph Baratta, seus colegas geralmente iniciam a história do federalismo com a confederação tribal israelita liderada por um chefe militar chamado Juiz, por volta de 1200 a.C. – 1000 a.C.. Alguns exemplos do século VII ao século II a.C. incluem a Liga Arcaica, a Liga Etólia, a Liga do Peloponeso e a Liga de Delos. Um ancestral precoce do federalismo foi a Liga Aqueia na Grécia helenística. Ao contrário das cidades-estado da Grécia Clássica, cada uma das quais insistia em manter sua completa independência, as condições mutáveis no período helenístico levaram essas cidades a se unirem, mesmo ao custo de ceder parte de sua soberania.
Diversas ligas de estados também existiram na China contemporânea. Uniões subsequentes de estados incluíram: a primeira e segunda Confederação Suíça (1291–1798 e 1815–1848); as Províncias Unidas dos Países Baixos (1579–1795); a Confederação Alemã (German Bund, 1815–1866); a primeira união americana, conhecida como a Confederação dos Estados Unidos da América (1781–1789); e a segunda união americana, formada como os Estados Unidos da América (1789–presente).

## Teoria política
O federalismo moderno é um sistema político que (nominalmente) opera sob regras e instituições democráticas, no qual os poderes governamentais são compartilhados entre os governos nacional e provinciais/estaduais de um país. No entanto, o termo "federalista" abrange diversas práticas políticas que diferem em detalhes importantes entre as chamadas nações federalistas — algumas das quais são democráticas apenas no nome (por exemplo, a Rússia moderna) — tornando os termos "federalista", "federalismo", "federação", etc., dependentes do contexto. E, como o termo "federalização" também proclama processos políticos distintos, seu uso igualmente depende do contexto.
Atualmente, a teoria política geralmente discute dois tipos principais de processo de federalização:
- Federalização integrativa[15] (ou agregativa[14]): que abrange diversos processos políticos, incluindo:
  1. transformação de uma confederação em federação;
  2. incorporação de população(ões) não federadas em uma federação existente; ou
  3. integração de uma população não federada por meio da criação de uma nova federação ou revisão da existente.
- Federalização devolutiva (ou desagregativa):
  1. transformação de um estado unitário em uma federação.

## Razões para adoção
De acordo com Daniel Ziblatt, há quatro explicações teóricas concorrentes para a adoção de um sistema federal:
- Teorias ideacionais: sustentam que, entre populações de subunidades, um maior comprometimento ideológico com ideias descentralizadoras torna o federalismo mais propenso a ser buscado e adotado.
- Teorias histórico-culturais: argumentam que, em sociedades com populações cultural ou etnicamente fragmentadas, subunidades federalizadas são mais prováveis de serem favorecidas e adotadas.
- Teorias do "contrato social": o federalismo surge via um processo de barganha entre o centro e a periferia (subunidade), em que o centro não é poderoso o suficiente para dominar a periferia, mas a periferia também não tem força suficiente para se separar do centro (exemplo: o Curdistão no Iraque moderno).
- Teorias do "poder infraestrutural": o federalismo tende a emergir em populações subnacionais que já possuem infraestruturas altamente desenvolvidas (por exemplo, que já são um estado constitucional, parlamentar e administrativamente modernizado)[16].

Immanuel Kant observou que "o problema de instituir um Estado pode ser resolvido até mesmo por uma nação de demônios" — desde que possuam uma constituição que coloque facções opostas umas contra as outras com um sistema durável de freios e contrapesos. Essencialmente, certos estados podem utilizar a federação como um mecanismo (ou salvaguarda) contra possibilidades de rebelião, guerra ou o surgimento de um governo repressivo por meio de um aspirante a ditador ou de uma oligarquia centralizada.
Defensores dos sistemas federais argumentaram historicamente que as estruturas de freios e contrapesos e de partilha de poder inerentes ao sistema federal reduzem ameaças — tanto externas quanto internas. Além disso, o federalismo permite que um Estado seja simultaneamente grande e diverso, mitigando o risco de que o governo central se torne tirânico.

## Exemplos
Diversos países ao redor do mundo implementaram sistemas federais utilizando variações de soberania central e regional em seus governos. Para fins de estudo, esses governos podem ser divididos em categorias, como: federações minimalistas, que consistem em apenas duas subunidades federais; em comparação com federações multirregionais, compostas por três ou mais governos regionais. Ou, com base no tipo de corpo político: emirado, província, estado, república ou monarquia constitucional, democrática — ou democrática apenas no nome. Os sistemas federais também podem ser diferenciados entre aqueles cujo território é inteiramente federado e aqueles onde apenas parte do território é federado. Alguns sistemas são nacionais, enquanto outros, como a União Europeia, são supranacionais.
Dois extremos do federalismo são notáveis:
1. No extremo mais centralizado, o estado federal forte é quase completamente unitário, com poucos poderes reservados aos governos locais.
2. No extremo oposto, o governo nacional pode ser uma federação apenas no nome, funcionando de fato como uma confederação (ver gráfico do “caminho” sobre integração regional ou separação).

O federalismo pode incluir apenas duas ou três divisões internas, como é o caso da Bélgica ou da Bósnia e Herzegovina. No Canadá, o federalismo geralmente implica oposição aos movimentos soberanistas — mais comumente à questão da separação do Quebec. Em 1999, o Governo do Canadá criou o Fórum das Federações como uma rede internacional de intercâmbio de boas práticas entre países federais e em processo de federalização. Com sede em Ottawa, os governos parceiros do Fórum incluem Austrália, Brasil, Etiópia, Alemanha, Índia, México, Nigéria, Paquistão e Suíça.
Os governos da Argentina, Austrália, Brasil, Índia e México, entre outros, são organizados segundo princípios federalistas. O federalismo brasileiro é marcado por uma combinação particular de descentralização político-administrativa e centralização financeira, o que confere à União um papel dominante na coordenação de políticas públicas, apesar da autonomia formal dos entes subnacionais.

## Europa vs. Estados Unidos
Na Europa, "federalista" às vezes descreve aqueles que defendem um governo federal comum, com poder distribuído em níveis regionais, nacionais e supranacionais. Embora haja exemplos medievais e modernos de estados europeus que usaram sistemas confederais e federais, o federalismo europeu contemporâneo surgiu na Europa do pós-guerra; uma das iniciativas mais importantes foi o discurso de Winston Churchill em Zurique em 1946.
Nos Estados Unidos, o federalismo originalmente se referia à crença em um governo central mais forte. Quando a Constituição dos EUA estava sendo redigida, o Partido Federalista apoiava um governo central mais forte, enquanto os "Antifederalistas" desejavam um governo central mais fraco. Isso é bem diferente do uso moderno de "federalismo" na Europa e nos EUA. A distinção decorre do fato de que "federalismo" está situado no meio do espectro político entre uma confederação e um estado unitário. A Constituição dos EUA foi escrita como substituição aos Artigos da Confederação, sob os quais os Estados Unidos formavam uma confederação frouxa com um governo central fraco.
Em contraste, a Europa tem uma história mais ampla de estados unitários do que a América do Norte. Assim, o "federalismo" europeu defende um governo central mais fraco, em relação a um estado unitário. O uso moderno do termo nos EUA é muito mais próximo do sentido europeu. À medida que o poder do governo federal dos EUA aumentou, algumas pessoas passaram a perceber um estado muito mais unitário do que o que acreditam ter sido a intenção dos fundadores. A maioria dos que hoje defendem politicamente o “federalismo” nos EUA o fazem para limitar os poderes do governo federal, especialmente do judiciário (ver Sociedade Federalista, Novo Federalismo).
O conceito contemporâneo de federalismo surgiu com a criação de um sistema inteiramente novo de governo que previa representação democrática em dois níveis simultaneamente, implementado na Constituição dos EUA. Na implementação do federalismo nos EUA, um governo geral bicameral — composto por uma câmara de representação popular proporcional à população (a Câmara dos Representantes) e uma câmara de representação igualitária dos Estados (o Senado) — foi sobreposto aos governos regionais preexistentes dos treze Estados independentes. Com cada nível de governo recebendo uma esfera definida de poderes, sob uma constituição escrita e o estado de direito (isto é, sujeito à arbitragem independente de um tribunal supremo em disputas de competência), os dois níveis foram colocados em uma relação de coordenação pela primeira vez.
Em 1946, Kenneth Wheare observou que os dois níveis de governo nos EUA eram "igualmente supremos". Com isso, ele ecoou a perspectiva do pai fundador americano James Madison, que via os vários Estados como formando "porções distintas e independentes da supremacia" em relação ao governo geral.

## No anarquismo
No anarquismo, o federalismo é uma doutrina organizacional horizontalista e descentralizada que sustenta que a sociedade deve ser construída de baixo para cima, da periferia para o centro. As unidades de ordem superior são apenas a expressão direta das unidades de ordem inferior que delegam, combinam e coordenam. Embora não haja um governo ou administração central, comitês e conselhos de ordem superior, compostos por delegados das circunscrições federadas, podem se reunir sob um mandato popular e revogável.
Abraçando o princípio da associação livre e voluntária como base de uma sociedade federal, as entidades constituintes de uma federação anarquista são idealmente autônomas e autodeterminadas, colaborando de forma igualitária, livre e mútua dentro da federação, por meio dos valores de solidariedade e autonomia.
Ao contrário de uma federação republicana, o federalismo, na anarquia, não é simplesmente uma forma de divisão política ou de descentralização, mas sim um princípio que se aplica a todos os aspectos da sociedade, incluindo as relações sociais e a economia. Consequentemente, o federalismo anarquista, promovendo a propriedade comum e disseminada dos meios de produção, rejeita a natureza centralizada e desigual do capitalismo e a hierarquia de suas empresas e corporações: uma sociedade federalista anarquista vislumbra uma ampla distribuição federalizada da riqueza.
Comparando o federalismo republicano com o anarquista, James Guillaume afirma que o sistema federativo de cantões da Suíça, apesar de sua democracia direta, difere significativamente do federalismo anarquista: enquanto o federalismo suíço mantém um Estado e fornece apenas uma soberania regional limitada, o federalismo anarquista, conforme concebido por Pierre-Joseph Proudhon, é sem Estado, oferecendo a cada autonomia soberania absoluta e individualidade distinta. A constituição suíça, em seu apoio à indivisibilidade e à nação, e sua visão de que os cantões são meras divisões territoriais, e não circunscrições soberanas, é incompatível com o federalismo anarquista e seus princípios de associação livre, descentralização e autonomia .
O federalismo anarquista é uma rejeição ao estatismo e ao nacionalismo presentes nas federações modernas, oferecendo, em vez disso, um sistema alternativo de organização federativa fundado na individualidade e autonomia sem Estado. Para os anarquistas, o federalismo republicano é tão opressor quanto um Estado unitário centralizado, pois tudo o que se percebe que realiza é delegar e transferir a opressão percebida de um Estado para os níveis e jurisdições locais .

## Estrutura constitucional

### Divisão de poderes
Não deve ser confundida com separação de poderes.
Em uma federação, a divisão de poder entre o governo federal e os governos regionais geralmente é delineada na constituição. Quase todos os países permitem algum grau de autogoverno regional, mas nas federações, o direito ao autogoverno dos estados componentes é constitucionalmente garantido. Os estados componentes frequentemente possuem suas próprias constituições, que podem emendar conforme acharem necessário, embora em caso de conflito, a constituição federal geralmente tenha precedência.
Em quase todas as federações, o governo central desfruta de poderes exclusivos em política externa e defesa nacional. Se isso não fosse o caso, uma federação não seria um estado soberano, de acordo com a definição da ONU. Notavelmente, os estados da Alemanha mantêm o direito de agir por conta própria no nível internacional, uma condição originalmente concedida em troca da adesão do Reino da Baviera ao Império Alemão em 1871. As constituições da Alemanha e dos Estados Unidos preveem que todos os poderes não especificamente concedidos ao governo federal sejam retidos pelos estados. A constituição de alguns países, como o Canadá e a Índia, afirma que os poderes não explicitamente concedidos aos governos provinciais/estaduais são retidos pelo governo federal. De maneira semelhante ao sistema dos EUA, a constituição australiana aloca ao governo federal (Commonwealth da Austrália) o poder de fazer leis sobre determinados assuntos especificados, considerados muito difíceis para os estados gerenciarem, de modo que os estados mantêm todas as outras responsabilidades. Sob a divisão de poderes da União Europeia no Tratado de Lisboa, os poderes que não são exclusivamente da competência da União ou compartilhados entre a União e os Estados-Membros como poderes concorrentes são retidos pelos Estados constituintes.

### Federalismo assimétrico
Representação satírica das tensões políticas do final do século 19 na Espanha
Onde todos os estados componentes de uma federação possuem os mesmos poderes, dizemos que existe o "federalismo simétrico". O federalismo assimétrico ocorre quando os estados são concedidos poderes diferentes, ou alguns possuem maior autonomia do que outros. Isso é frequentemente feito em reconhecimento à existência de uma cultura distinta em uma região ou regiões específicas. Na Espanha, os bascos, catalães e galegos lideraram um movimento histórico para que sua especificidade nacional fosse reconhecida, cristalizando-se nas "comunidades históricas" como Navarra, Galícia, Catalunha e País Basco. Elas possuem mais poderes do que o arranjo expandido para outras regiões espanholas, ou a Espanha das comunidades autônomas (também chamada de arranjo "café para todos"), em parte para lidar com sua identidade separada e apaziguar as inclinações nacionalistas periféricas, em parte por respeito a direitos específicos que detinham anteriormente na história. No entanto, estritamente falando, a Espanha não é uma federação, mas sim um sistema de governo descentralizado assimétrico dentro de um estado unitário.
É comum que, ao longo da evolução histórica de uma federação, haja um movimento gradual de poder dos estados componentes para o centro, à medida que o governo federal adquire poderes adicionais, às vezes para lidar com circunstâncias imprevistas. A aquisição de novos poderes por um governo federal pode ocorrer por meio de uma emenda constitucional formal ou simplesmente por uma ampliação da interpretação dos poderes constitucionais existentes, dada pelos tribunais.
Normalmente, uma federação é formada em dois níveis: o governo central e as regiões (estados, províncias, territórios), e pouco ou nada é dito sobre entidades políticas administrativas de segundo ou terceiro nível. O Brasil é uma exceção, porque a Constituição de 1988 incluiu os municípios como entidades políticas autônomas, tornando a federação tripartite, abrangendo a União, os Estados e os Municípios. Cada estado é dividido em municípios (municípios) com sua própria câmara legislativa (câmara de vereadores) e um prefeito (prefeito), que são parcialmente autônomos do Governo Federal e Estadual. Cada município tem uma "pequena constituição", chamada "lei orgânica". O México é um caso intermediário, pois os municípios são concedidos total autonomia pela constituição federal e sua existência como entidades autônomas (municipio libre, "município livre") é estabelecida pelo governo federal e não pode ser revogada pelas constituições estaduais. No entanto, os municípios não possuem uma assembleia legislativa eleita.

### Bicameralismo
As estruturas de muitos governos federais incorporam mecanismos para proteger os direitos dos estados componentes. Um método, conhecido como 'federalismo intrainstitucional', é representar diretamente os governos dos estados componentes nas instituições políticas federais. Quando uma federação possui um legislativo bicameral, a câmara superior é frequentemente usada para representar os estados componentes, enquanto a câmara inferior representa o povo da nação como um todo. Uma câmara superior federal pode ser baseada em um esquema especial de distribuição, como ocorre nos senados dos Estados Unidos e da Austrália, onde cada estado é representado por um número igual de senadores, independentemente do tamanho de sua população.
Alternativamente, ou além disso, os membros de uma câmara superior podem ser eleitos indiretamente pelo governo ou legislativo dos estados componentes, como ocorreu nos Estados Unidos até 1913, ou ser membros ou delegados dos governos estaduais, como, por exemplo, ocorre na Bundestag da Alemanha e no Conselho da União Europeia. A câmara inferior de um legislativo federal geralmente é eleita diretamente, com a distribuição proporcional à população, embora os estados ainda possam garantir um número mínimo de cadeiras.

### Relações intergovernamentais
No Canadá, os governos provinciais representam os interesses regionais e negociam diretamente com o governo central. Uma conferência de Primeiros Ministros, formada pelo primeiro-ministro e pelos primeiros-ministros provinciais, é o fórum político de facto mais alto do país, embora não seja mencionada na constituição.

### Mudança constitucional
As federações geralmente possuem procedimentos especiais para emendar a constituição federal. Além de refletir a estrutura federal do estado, isso pode garantir que o status de autogoverno dos estados componentes não possa ser abolido sem seu consentimento. Uma emenda à constituição dos Estados Unidos deve ser ratificada por três quartos das legislaturas estaduais ou por convenções constitucionais especialmente eleitas em cada um dos estados, antes de entrar em vigor. Em referendos para emendar as constituições da Austrália e da Suíça, exige-se que uma proposta seja aprovada não apenas por uma maioria geral do eleitorado na nação como um todo, mas também por maiorias separadas em cada um dos estados ou cantões. Na Austrália, esse requisito é conhecido como maioria dupla.
Algumas constituições federais também preveem que certas emendas constitucionais não podem ocorrer sem o consentimento unânime de todos os estados ou de um estado específico. A constituição dos EUA prevê que nenhum estado pode ser privado de representação igual no Senado sem o seu consentimento. Na Austrália, se uma proposta de emenda impactar especificamente um ou mais estados, ela deve ser aprovada no referendo realizado em cada um desses estados. Qualquer emenda à constituição canadense que modifique o papel da monarquia exigiria o consentimento unânime das províncias. A Lei Fundamental alemã prevê que nenhuma emenda é admissível que abolisse o sistema federal.

### Outros termos técnicos
- Federalismo fiscal – as posições financeiras relativas e as relações financeiras entre os níveis de governo em um sistema federal.
- Federalismo formal (ou 'federalismo constitucional') – a delimitação dos poderes é especificada em uma constituição escrita, que pode ou não corresponder à operação real do sistema na prática.
- Federalismo executivo refere-se na tradição de língua inglesa às relações intergovernamentais entre os ramos executivos dos níveis de governo em um sistema federal e, na tradição europeia continental, à maneira como as unidades constituintes "executam" ou administram as leis feitas de forma centralizada.
- Gleichschaltung – a conversão de um governo federal em um governo unitário ou mais unitário, o termo foi emprestado do alemão para conversão de corrente alternada para corrente contínua[30]. Durante a era nazista, os estados tradicionais alemães foram em sua maioria mantidos intactos em um sentido formal, mas seus direitos constitucionais e soberania foram erodidos e, finalmente, substituídos pelo sistema de Gau. O termo também tem um sentido mais amplo, referindo-se à consolidação política de maneira geral.
- Desfederalizar – remover do governo federal, como transferir uma responsabilidade do governo nacional para os estados ou províncias.

## Em relação ao conflito
Foi argumentado que o federalismo e outras formas de autonomia territorial são uma maneira útil de estruturar sistemas políticos para prevenir a violência entre diferentes grupos dentro de países, porque permite que certos grupos legislem no nível subnacional. Alguns estudiosos sugeriram, no entanto, que o federalismo pode dividir os países e resultar no colapso do estado, pois cria proto-estados. Outros ainda demonstraram que o federalismo é divisível apenas quando carece de mecanismos que incentivem os partidos políticos a competir além das fronteiras regionais.
O federalismo às vezes é visto no contexto de negociação internacional como "o melhor sistema para integrar nações, grupos étnicos ou partes combatentes, todos os quais podem ter motivo para temer o controle por um centro excessivamente poderoso". No entanto, aqueles céticos sobre as prescrições federais às vezes acreditam que a maior autonomia regional pode levar à secessão ou dissolução da nação. Na Síria, por exemplo, propostas de federalização falharam em parte porque "os sírios temem que essas fronteiras possam se tornar as mesmas que as partes em combate atualmente dividiram".